# Paróquia de St. Mary
A Paróquia de St. Mary é uma das 64 paróquias do estado americano da Luisiana. A sede da paróquia é Franklin, e sua maior cidade é Franklin.
A paróquia possui uma área de 2 898 km² (dos quais 1 311 km² estão cobertas por água), uma população de 53 500 habitantes, e uma densidade populacional de 34 hab/km² (segundo o censo nacional de 2000). 